# Bernhard Kothe
Bernhard Kothe (ur. 12 maja 1821 w Grobnikach, zm. 25 lipca 1897 we Wrocławiu) – niemiecki pedagog, kompozytor, dyrygent, krytyk i publicysta muzyczny, specjalizujący się w katolickiej muzyce kościelnej, działacz ruchu cecyliańskiego, autor podręczników muzycznych. 
Rodzicami Bernharda byli bogaty rolnik Johannes i Theresa z d. Vogt. Miał sześciu braci, z których dwóch także zostało muzykami, dwóch - księżmi, a najmłodszy właścicielem zakładu wydawniczego, specjalizującego się w druku prac muzycznych, religijnych oraz szkolnych. W latach 1837–1840 uczęszczał do Królewsko-Katolickiego Seminarium Nauczycielskiego w Głogówku z bogatym programem kształcenia muzycznego, po ukończeniu którego był nauczycielem, najpierw szkoły elementarnej w Czarnowąsach w 1840-1842, a w 1842/43 w szkole katolickiej w Opolu. W roku 1843 przeprowadził się do Berlina, by podjąć roczne studia z zakresu muzyki kościelnej w Königliche Institut für Kirchenmusik. Od 1850 do 1869 uczył śpiewu w Królewskim Katolickim Gimnazjum w Opolu, skąd na początku 1869 przeniósł się do seminarium nauczycielskiego we Wrocławiu, gdzie uczył muzyki do 1896 r. piastując jednoczenie od 1873 stanowisko wicedyrektora oraz pierwszego nauczyciela. Program nauczania muzyki w tej placówce był obszerny godzinowo i obejmował różne dziedziny, zarówno wokalne, jak i instrumentalne. 
Kothe był bardzo płodnym twórcą, skupiając się przede wszystkim na pisaniu na potrzeby dydaktyki muzycznej, zarówno dla uczniów różnych poziomów edukacji, jak i dla organistów oraz osób śpiewających lub grających w chórach i orkiestrach parafialnych. Napisał kilkanaście podręczników i leksykonów muzycznych, poświęconych teorii muzyki, instrumentalnej i zwłaszcza wokalnej, praktyce jej wykonywania i zgodności z regulacjami Kościoła katolickiego oraz historii muzyki, ponadto dwa podręczniki omawiający budowę i działanie organów, a także ich konserwację. Niektóre z tych dzieł miały kilka lub więcej wydań, w tym po jego śmierci. Opublikował liczne zbiory ćwiczeń muzycznych, śpiewniki, zbiory literatury wokalnej, zbiory własnych aranżacji i/lub harmonizacji oraz akompaniamentów religijnych utworów ludowych lub innych kompozytorów, w tym przeznaczonych do wykonywania w trakcie katolickiej liturgii, świąt i uroczystości kościelnych. Jest autorem około 20 własnych kompozycji wokalnych, w tym dwóch świeckich, a także znacznej liczby utworów instrumentalnych, głównie organowych, w zdecydowanej większości przeznaczonych do nauki, choć niektóre mogły były również wykonywane na koncertach. W trakcie pracy w Opolu, od 1851 do 1869 był także kierownikiem i dyrygentem kilku miejscowych chórów męskich i orkiestr, w tym chóru i orkiestry kościoła Podwyższenia Krzyża Świętego. W świątyni tej był także organistą.
Kothe mocno zaangażował się w rozwój ruchu cecyliańskiego dążącego do odnowy katolickiej muzyki kościelnej i propagowanie jego założeń. W roku 1868 został jednym z kilku założycieli i organizatorów Śląskiego Stowarzyszenia Cecyliańskiego i pierwszym prezesem jego górnośląskiego oddziału, a w latach 1872 - 1879 kierował całym stowarzyszeniem diecezji wrocławskiej. Aktywnie publikował w czasopismach promujących idee tego ruchu, brał m.in. udział w dyskusjach nt. preferowanych kierunków odnowy, a także był recenzentem zarówno na łamach tych pism, jak i redakcyjnym, decydującym o dopuszczeniu do druku.

## Wybrane podręczniki B. Kothego
- Gesanglehre für die oberen Klassen der Volksschule mit Benutzung der Notenschrift. Für die Hand des Lehrers. 1872. Podręcznik do nauki śpiewu. Wydań 25 (pod lekko zmienianym tytułem i z modyfikowaną treścią), ostatnie po 1912. Wydawca wszystkich wydań - Franz Goerlich[17].
- Handbuch für Organisten, 1871, wyd. F.E.C. Leuckart, Lipsk (później 5 kolejnych wydań za życia autora). Podręcznik dla organistów[18].
- Praktische Orgelschule (Praktyczna szkoła organowa), 1882. Wyd. Goerlich (później 18 wydań, ostatnie po 1912)[19].
- Führer durch die Orgel-Litteratur (Przewodnik po literaturze organowej), współautorstwo z Theophilem Forchhammerem, 1890 t.1, 1895 t. 2, wyd. F.E.C. Leuckart, Lipsk; wyd. II 1909, wyd. 3 1931[20].
- Musikalisch-liturgisches Wörterbuch (Słownik muzyczno-liturgiczny), 1890, wyd. Franz Goerlich, Wrocław[21]

## Inne dzieła B. Kothego
- Zbiór towarzyszeń organowych "Melodieen zu dem Oppelner katholischen Gesangbuche". 1868, Opole. Osiem kolejnych wydań, ostatnie z 1912 r.[22]